# 2014 QY562
2014 QY562 est un objet transneptunien du groupe des cubewanos.